# Tombeau de Virgile
Ne doit pas être confondu avec Le Tombeau de Virgile.

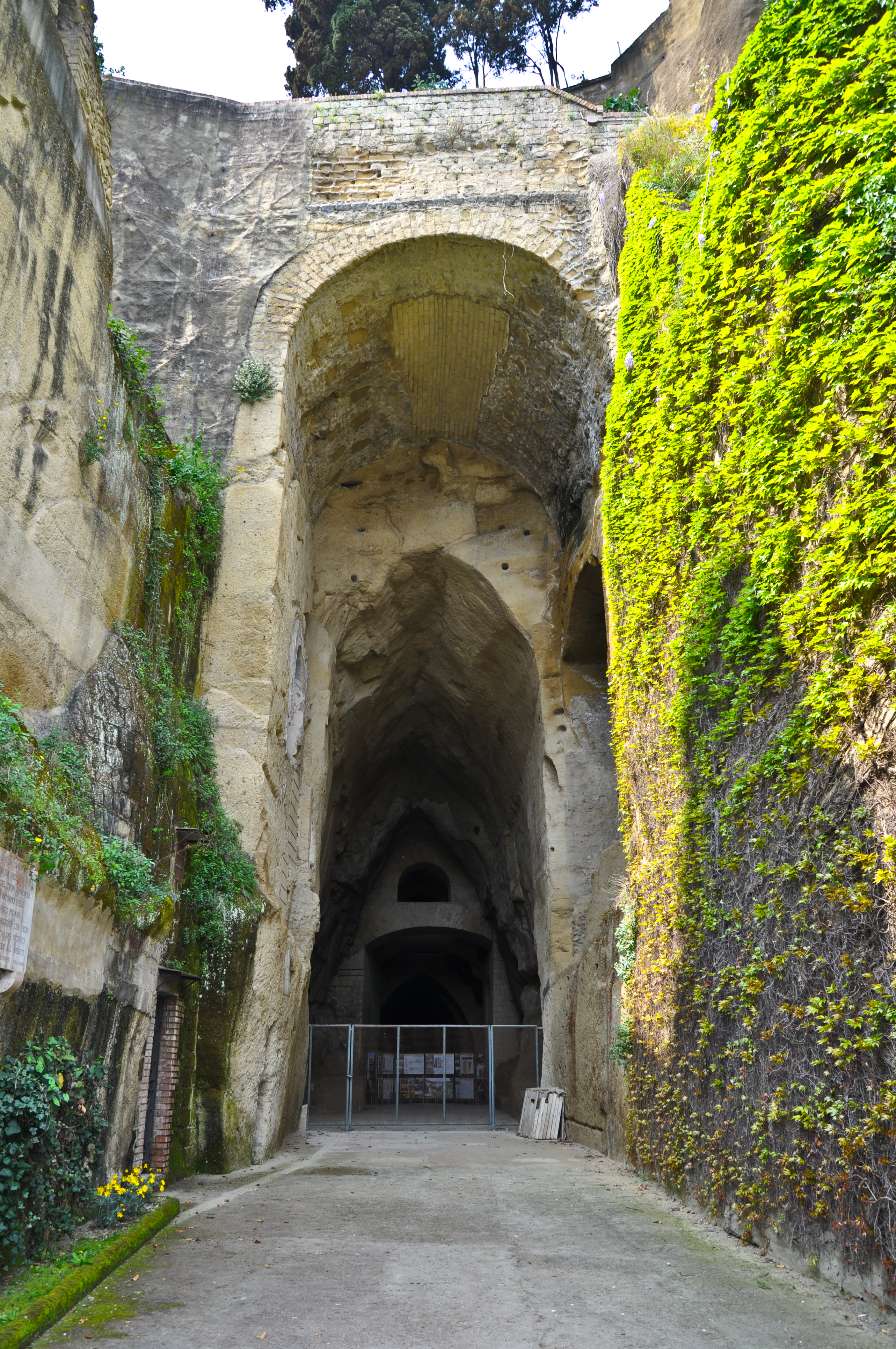
Piedigrotta : entrée du tunnel du tombeau présumé de Virgile.

Le tombeau de Virgile (italien : Tomba di Virgilio) est un caveau d'époque romaine situé à Naples, censé être la tombe du poète Virgile (15 octobre 70 av. J.-C. – 21 septembre 19 av. J.-C.). Il est situé à l'entrée d'un ancien tunnel romain appelé « grotta vecchia » ou «cripta napoletana Piedigrotta », situé dans le district de Piedigrotta (it) entre Mergellina et Fuorigrotta. C'est une petite structure sans attrait, avec un petit dôme de roches située en haut du parc Virgilio.

## Histoire

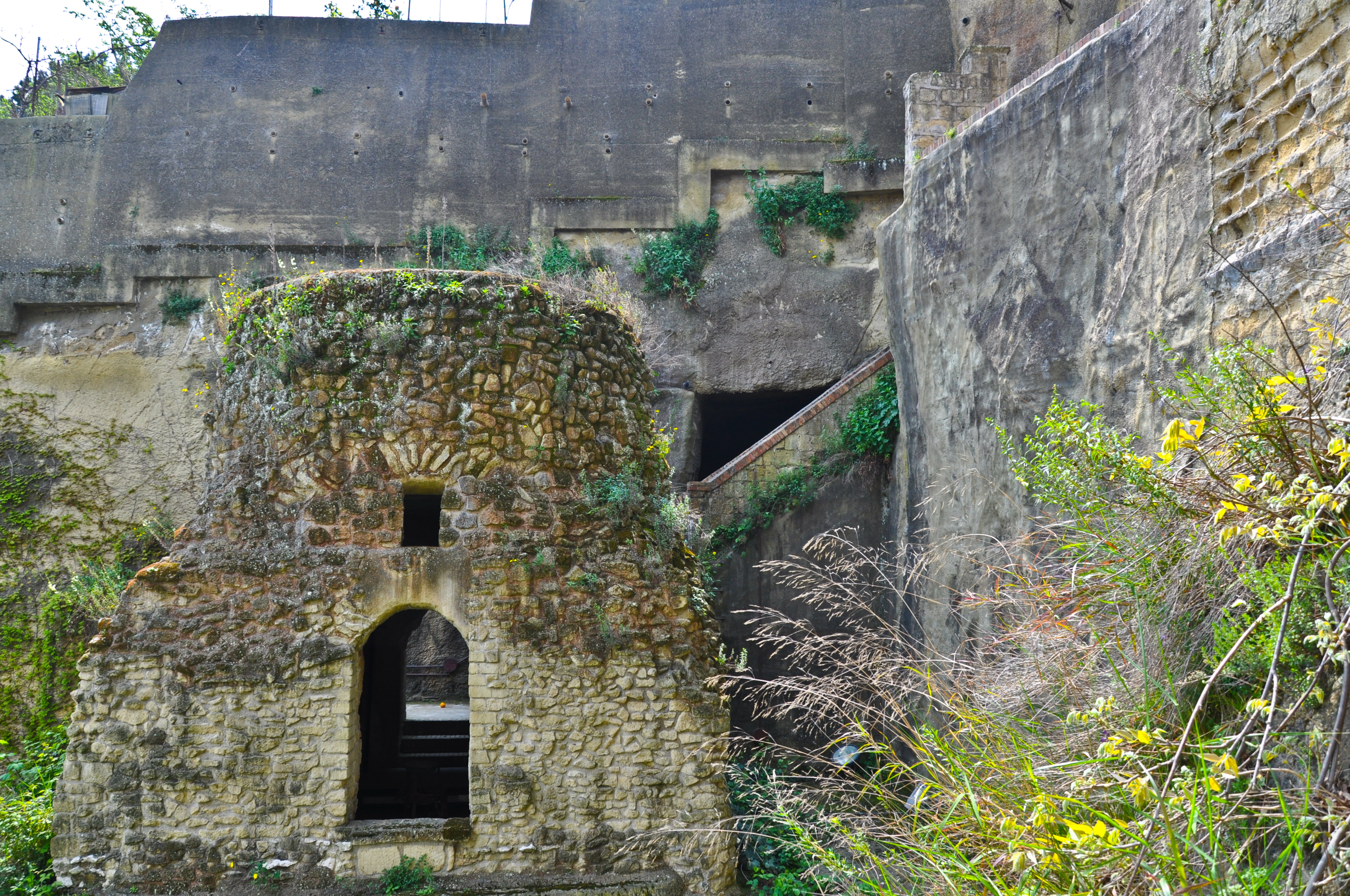
Tombeau de Virgile.

C'est à l'entrée de la grotte appelée Crypta Neapolitana, qu'est située une grande ruine que la tradition honore comme le Tombeau de Virgile sur lequel une épitaphe rappelle sa vie résumée en un distique qu'il aurait composé à ses derniers moments :

« Mantua me genuit, Calabri rapuere, tenet nunc (Mantoue m'a donné la vie, la Calabre me l'a ôtée, et maintenant)
 Parthenope. Cecini pascua, rura, duces. (Naples garde mon corps. J'ai chanté les pâturages, les campagnes, les héros.) »

— Épitaphe de Virgile
Le tunnel a été construit sous le règne d'Auguste reliant Neapolis (Naples antique) à Pouzzoles et Baïes. Le tunnel mesure plus de 700 mètres de long et entre 4 et 6 mètres de large. Sa hauteur varie de 7 à 30 mètres. Jusqu'au début du XXe siècle, le tunnel permettait de relier Naples à Baïes. 
Virgile a fait l'objet d'une admiration littéraire et d'une vénération avant sa mort. Dans les siècles suivants et en particulier au Moyen Âge, son nom est associé à des légendes de pouvoirs miraculeux et son tombeau l'objet de pèlerinages et de vénération païenne.
Au moment de la mort de Virgile, un grand laurier se situait près de l'entrée du tombeau. Selon une légende locale, cet arbre serait mort lors du décès de Dante et Pétrarque en aurait planté un nouveau. Ce deuxième arbre est mort à cause des visiteurs qui ont cassé des branches pour les emporter comme souvenirs.

## Mort de Virgile

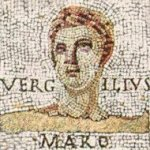
Publius Vergilius Maro

Virgile qui est mort à Brindisi en 19 av. J.-C. a demandé à être incinéré et ses cendres, conformément à son désir, transportées et déposées dans sa villa Pouzzoles  à la périphérie de Naples où un sanctuaire a été créé à cet effet. Chaque année le jour de son anniversaire des rites sacrés ont lieu à cet endroit.
Il a reçu les rites destinés aux héros. Le dévot recevait protection et conseils grâce à la tête oraculaire d'Orphée. 
Le tombeau de Virgile étant devenu un lieu de pèlerinage depuis des siècles, même Pétrarque et Boccace ont rendu visite au sanctuaire. Il semble que la proche église Santa Maria di Piedigrotta ait été érigée par les autorités ecclésiastiques afin de mettre fin à cette adoration païenne et de « christianiser » le site.
Le tombeau, qui est une attraction touristique, comporte un flambeau sur trépied initialement dédié à Apollon.

## Source de traduction
- (en) Cet article est partiellement ou en totalité issu de l’article de Wikipédia en anglais intitulé « Virgil's tomb » (voir la liste des auteurs)